# Антоновка (Спасский район)
Антоновка (тат. Антоновка) — село в Спасском районе Республики Татарстан России. Административный центр Антоновское сельского поселения.

## География
Село находится в южной части Татарстана, в лесостепной зоне, на берегах реки Бездны, при автодороге 16К-1477, на расстоянии примерно 27 километров (по прямой) к востоку-юго-востоку от города Болгара, административного центра района. Абсолютная высота — 76 метров над уровнем моря.

### Климат
Климат характеризуются как умеренно континентальный, с умеренно холодной продолжительной зимой и недостаточно влажным относительно тёплым летом. Среднегодовая температура воздуха составляет 3,9 °С. Средняя температура воздуха самого холодного месяца (января) — −11,1 °C; самого тёплого месяца (июля) — 19,3 °C. Среднегодовое количество атмосферных осадков составляет 483 мм, из которых около 346 мм выпадает в период с апреля по октябрь.

## История
В 1861 году село стало центром Бездненского крестьянского восстания. В 1920-е годы село Бездна было переименовано в Антоновка, в память о предводителе восстания Антоне Петрове.

## Население
Население села в 2017 году составляло 569 человек.

### Национальный состав
Согласно результатам переписи 2002 года, в национальной структуре населения русские составляли 95 % из 672 чел.